# Georgetown (Prince Edward Island)
Georgetown ist der Verwaltungssitz (shire town) des Kings County in der kanadischen Provinz Prince Edward Island. Der Ort hat 555 Einwohner (Stand: 2016). 2011 betrug die Einwohnerzahl 675.

## Geographie
Georgetown liegt an der Northumberlandstraße. In einer Entfernung von zehn Kilometer im Westen liegt Montague, rund 50 Kilometer westlich befindet sich Charlottetown.

## Geschichte
Die ersten Bewohner im Gebiet der heutigen Stadt waren Mi'kmaqindianer, die den Ort Samcook (englisch: Sandy Shore), d. h. „Sandstrand“ nannten. Ab dem Jahr 1534 wurde die Gegend zunächst von französischen Einwanderern besiedelt. Nach einigen kriegerischen Auseinandersetzungen fiel die Gegend im Jahr 1758 unter britische Kontrolle. Aufgrund der günstigen Lage an der Northumberlandstraße mit einer Hafenanlage wurde der Ort zum Verwaltungssitz des Kings County ausgewählt und zu Ehren des britischen Königs  Georg III. nun Georgetown genannt. Die Hauptlebensgrundlage der Bewohner war für lange Zeit der Schiffbau, im Besonderen wurden Schleppkähne hergestellt. Heute sind die Einwohner außerdem in der Landwirtschaft, der Verwaltung, einem Sägewerk, einer Seafood-Fabrik und im Tourismus tätig.